# Fraunhoferstraße (metrostation)
Fraunhoferstraße is een metrostation in de wijk Isarvorstadt van de Duitse stad München. Het station werd geopend op 18 oktober 1980 en wordt bediend door de lijnen U1, U2, U7 en U8 van de metro van München.